# 23e cérémonie des Lumières
 (décembre 2021).
La 23e cérémonie des Lumières de la presse internationale, organisée par l'Académie des Lumières, s'est déroulée le 5 février 2018 à l'Institut du monde arabe, à Paris.

## Palmarès

### Meilleur film
- 120 battements par minute de Robin Campillo
  - Au revoir là-haut de Albert Dupontel
  - Barbara de Mathieu Amalric
  - Félicité de Alain Gomis
  - Orpheline de Arnaud des Pallières
  - Le Sens de la fête de Éric Toledano et Olivier Nakache

### Meilleur réalisateur
- Robin Campillo pour 120 battements par minute
  - Mathieu Amalric pour Barbara
  - Laurent Cantet pour L'Atelier
  - Philippe Garrel pour L'Amant d'un jour
  - Alain Gomis pour Félicité
  - Michel Hazanavicius pour Le Redoutable

### Meilleur acteur

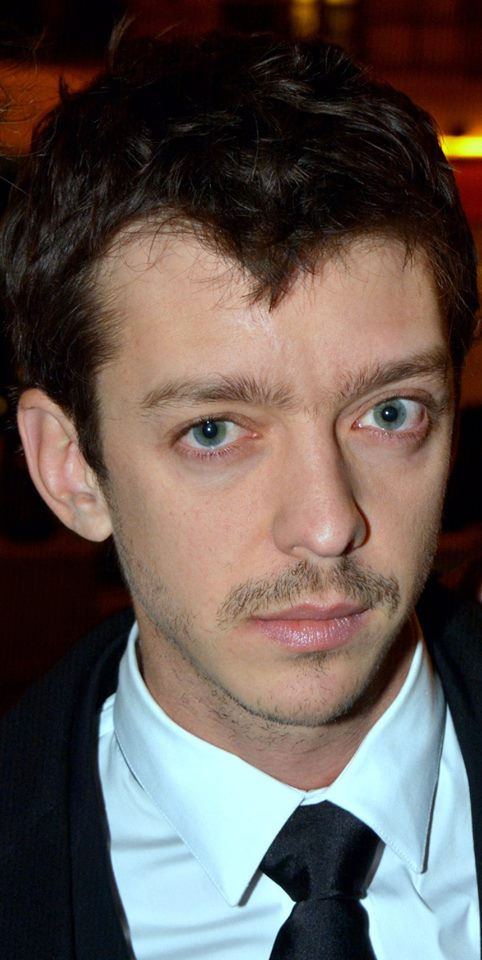
Nahuel Perez Biscayart, prix Lumières du meilleur acteur.

- Nahuel Pérez Biscayart pour le rôle de Sean Dalmazo dans 120 battements par minute
  - Swann Arlaud pour le rôle de Pierre dans Petit Paysan
  - Daniel Auteuil pour le rôle de Pierre Mazard dans Le Brio
  - Jean-Pierre Bacri pour le rôle de Max Angeli dans Le Sens de la fête
  - Louis Garrel pour le rôle de Jean-Luc Godard dans Le Redoutable
  - Reda Kateb pour le rôle de Django Reinhardt dans Django

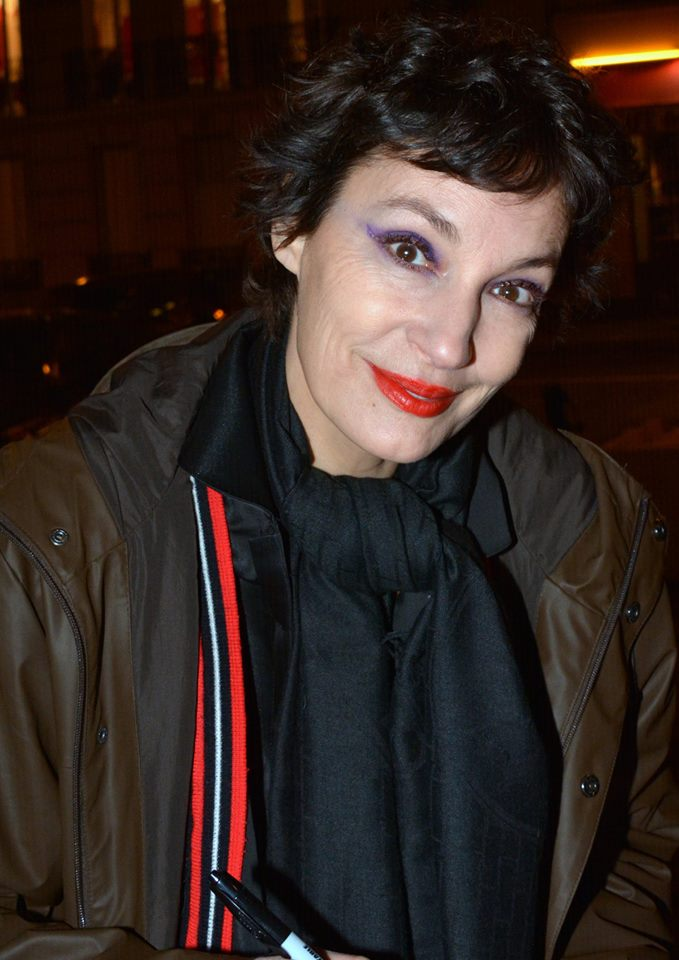
Jeanne Balibar, prix Lumières de la meilleure actrice.

### Meilleure actrice
- Jeanne Balibar pour le rôle de Brigitte et Barbara dans Barbara
  - Hiam Abbass pour le rôle de Oum Yazan dans Une famille syrienne
  - Juliette Binoche pour le rôle de Isabelle dans Un beau soleil intérieur
  - Emmanuelle Devos pour le rôle de Emmanuelle Blachey dans Numéro une
  - Charlotte Gainsbourg pour le rôle de Mina Kacew dans La Promesse de l'aube
  - Karin Viard pour le rôle de Nathalie dans Jalouse

### Révélation masculine
- Arnaud Valois dans 120 battements par minute
  - Khaled Alouach dans De toutes mes forces
  - Matthieu Lucci dans L'Atelier
  - Nekfeu dans Tout nous sépare
  - Finnegan Oldfield dans Marvin ou la Belle Éducation
  - Pablo Pauly dans Patients

### Révélation féminine
- Laetitia Dosch dans Jeune Femme
  - Iris Bry dans Les Gardiennes
  - Eye Haïdara dans Le Sens de la fête
  - Camélia Jordana dans Le Brio
  - Pamela Ramos dans Tous les rêves du monde
  - Solène Rigot dans Orpheline

### Meilleur scénario
- 120 battements par minute – Robin Campillo et Philippe Mangeot
  - Orpheline – Christelle Berthevas et Arnaud des Pallières
  - Au revoir là-haut – Albert Dupontel et Pierre Lemaitre
  - En attendant les hirondelles – Karim Moussaoui et Maud Ameline
  - Le Sens de la fête – Éric Toledano et Olivier Nakache

### Meilleur film francophone
- Une famille syrienne de Philippe Van Leeuw  Belgique
  - Avant la fin de l'été de Maryam Goormaghtigh  Suisse
  - La Belle et la Meute de Kaouther Ben Hania  Tunisie  Suède  Norvège  Liban  Qatar  Suisse
  - Noces de Stephan Streker  Belgique  Luxembourg  Pakistan
  - Paris pieds nus de Dominique Abel et Fiona Gordon  Belgique

### Meilleur premier film
- En attendant les hirondelles de Karim Moussaoui
  - Les Bienheureux de Sofia Djama
  - Grave de Julia Ducournau
  - Jeune Femme de Léonor Serraille
  - Patients de Grand Corps Malade et Mehdi Idir

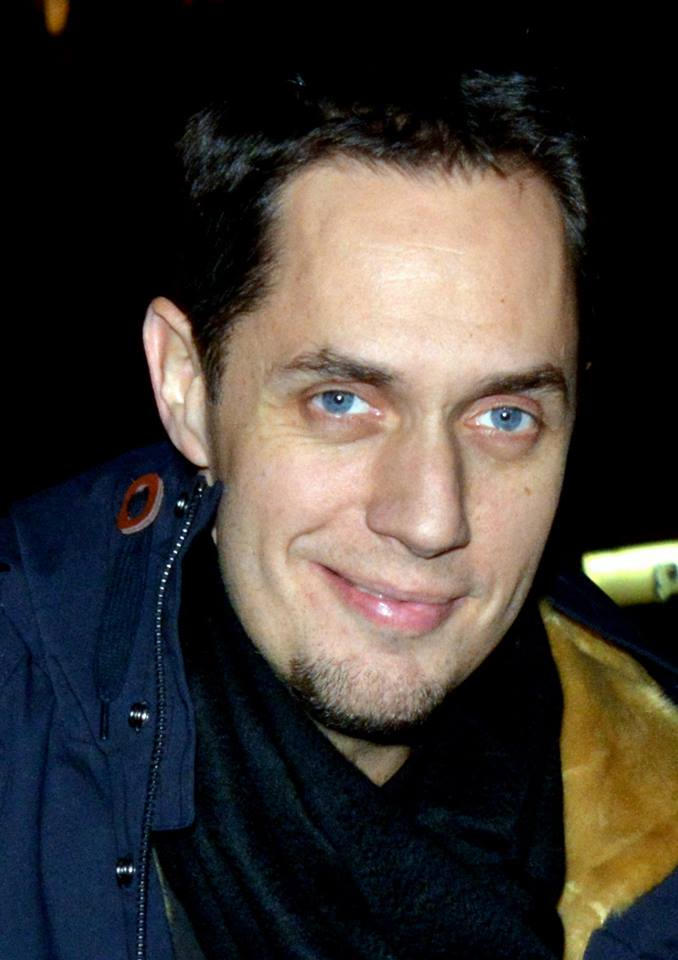
Grand Corps Malade, nommé au meilleur premier film.

  - Petit Paysan de Hubert Charuel

### Meilleure image
- Christophe Beaucarne pour Barbara
  - Céline Bozon pour Félicité
  - Caroline Champetier pour Les Gardiennes
  - Alain Duplantier pour Le Semeur
  - Irina Lubtchansky pour Les Fantômes d'Ismaël
  - Vincent Mathias pour Au revoir là-haut

### Meilleure musique
- Arnaud Rebotini pour 120 battements par minute
  - Gaspar Claus pour Makala
  - Angelo Foley et Grand Corps Malade pour Patients
  - Grégoire Hetzel pour Les Fantômes d'Ismaël
  - Igorrr pour Jeannette, l'enfance de Jeanne d'Arc
  - Philippe Rombi pour L'Amant double

### Meilleur documentaire

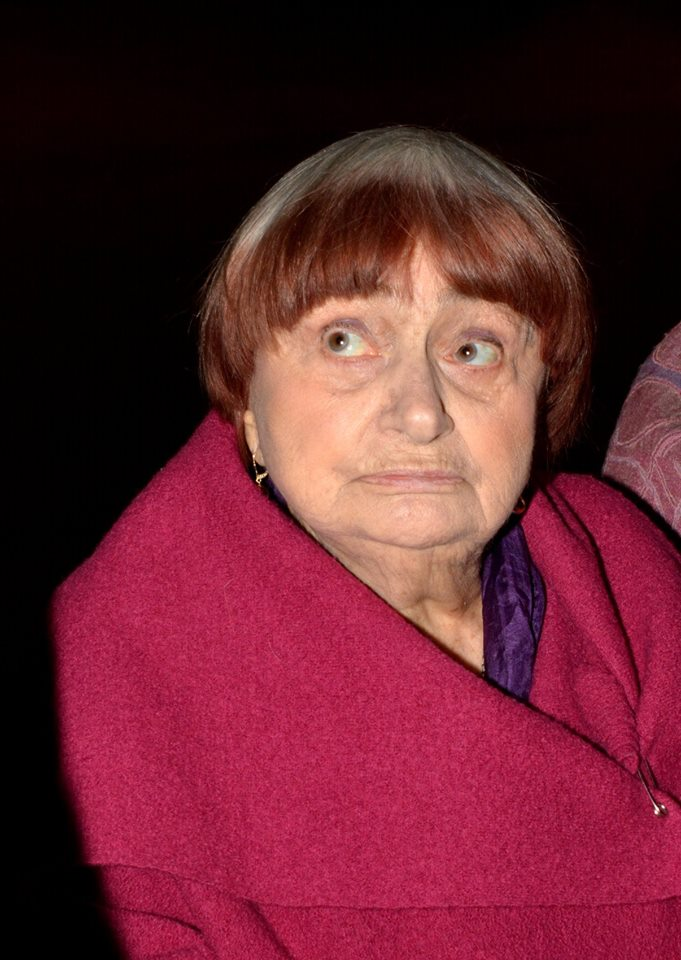
Agnès Varda, prix Lumières du meilleur documentaire.

- Visages, villages de Agnès Varda et JR
  - Carré 35 de Éric Caravaca
  - Lumière ! L'aventure commence de Thierry Frémaux
  - Makala de Emmanuel Gras
  - Sans adieu de Christophe Agou
  - Le Vénérable W. de Barbet Schroeder

### Meilleur film d'animation
- Le Grand Méchant Renard et autres contes... de Benjamin Renner et Patrick Imbert
  - Drôles de petites bêtes de Antoon Krings et Arnaud Bouron
  - Zombillénium de Arthur de Pins et Alexis Ducord

### Lumière d'honneur

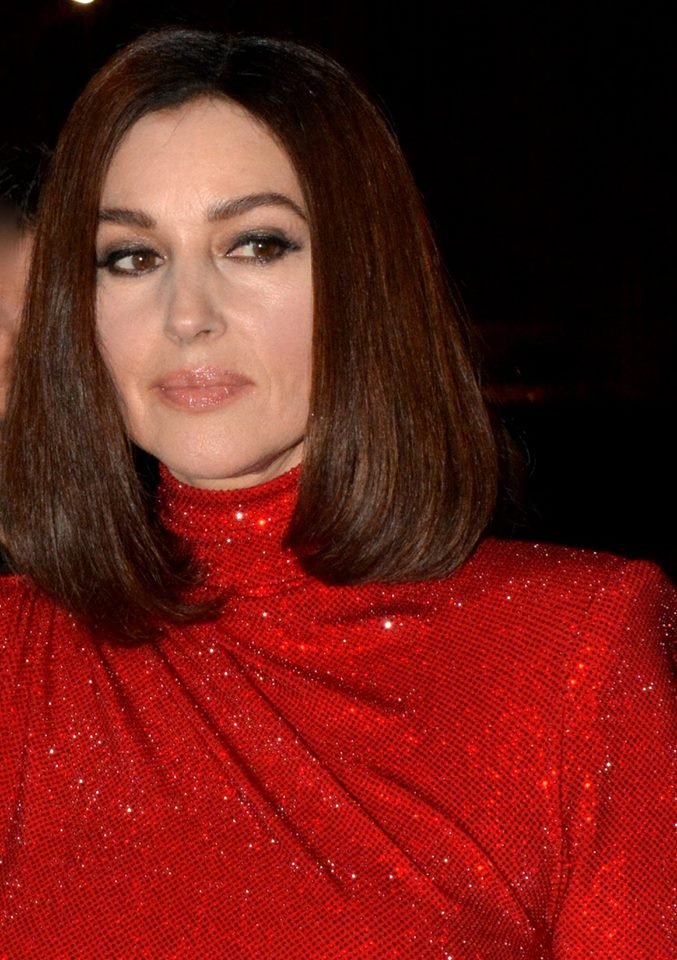
Monica Bellucci, prix Lumières d'honneur.

- Jean-Paul Belmondo

- Monica Bellucci

## Statistiques

### Nominations multiples
6 : 120 battements par minute
5 : Le Sens de la fête
4 : Barbara
3 : Au revoir là-haut, Félicité, Orpheline
2 : En attendant les hirondelles, L'Atelier, Petit Paysan, Jeune Femme, Le Redoutable, Le Brio, Patients, Une famille syrienne, Les Gardiennes, Les Fantômes d'Ismaël, Makala

### Récompenses multiples
6 : 120 battements par minute
2 : Barbara